# عزل بيل كلينتون

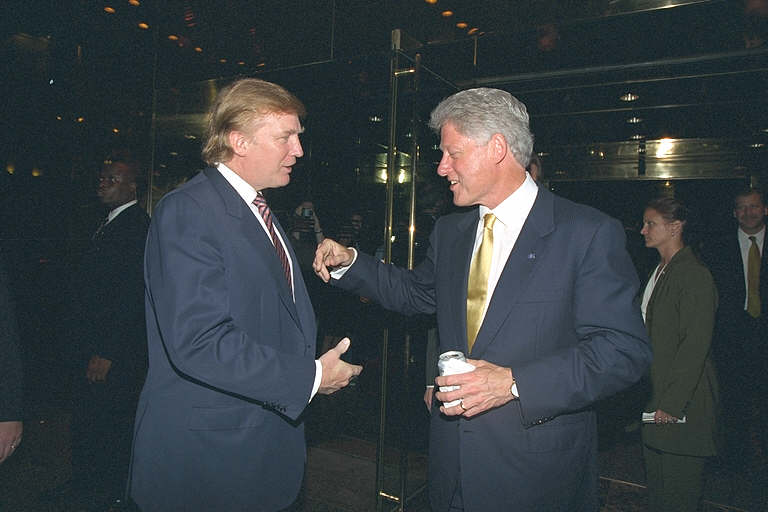
أصبح بيل كلينتون (علي اليمين) ثاني رئيس أمريكي يواجه العزل في تاريخ البلاد. هنا يظهر كلينتون يظهر برفقة دونالد ترامب (على اليسار) الذي أصبح فيما بعد الرئيس الثالث الذي يواجه العزل.

بدأ عزل بيل كلينتون في 8 أكتوبر 1998 حين صوّت مجلس النواب الأمريكي للبدء بإجراءات عزل بيل كلينتون، الرئيس الـ42 للولايات المتحدة لارتكابه جرائم كبيرة وجنحًا. كانت التهم الموجهة ضد كلينتون الكذب تحت القسم وإعاقة العدالة. أتت التهم من دعوى قضائية بالتحرش الجنسي رفعتها باولا جونز ضد كلينتون ومن شهادة كلينتون التي أنكر فيها أنه كان على علاقة جنسية مع المتدربة في البيت الأبيض مونيكا لوينسكي. كان تقرير ستار المحفز لعزل الرئيس، وهو تقرير يعود إلى سبتمبر من عام 1998 أعده المستشار المستقل كين ستار للجنة القضائية في مجلس النواب.
في 19 ديسمبر 1998، أصبح كلينتون ثاني رئيس أمريكي يحاكَم (كان الأول أندرو جونسون، الذي حوكم في عام 1868)، حين اعتمد مجلس النواب رسميًا بندي اتهام وأحالهما إلى مجلس الشيوخ الأمريكي للفصل فيهما، جرى النظر في بندين آخرين، إلا أنهما رفضا. بدأت محاكمة في مجلس الشيوخ في يناير 1999 ترأسها رئيس المحكمة العليا في الولايات المتحدة ويليام رينكويست. في 12 فبراير تمت تبرئة كلينتون من كلتا القضيتين لأن أيًا منهما لم تحصل على أغلبية الثلثين اللازمة لأعضاء مجلس الشيوخ الحاضرين للإدانة والعزل من المنصب، في هذه الحالة 67. في ما يتعلق بالمادة الأولى، صوّت 45 عضوًا في مجلس الشيوخ للإدانة، في حين صوت 55 بالبراءة. في ما يتعلق بالمادة الثانية، صوت 50 عضوًا بالإدانة في حين صوت 50 للبراءة. بقي كلينتون في منصبه حتى نهاية فترة ولايته الثانية.

## الخلفية
في عام 1994، رفعت باولا جونز دعوى قضائية تتهم كلينتون بالتحرش الجنسي حين كان حاكم ولاية أركنساس. حاول كلينتون تأجيل المحاكمة إلى ما بعد تركه لمنصبه، إلا أن المحكمة العليا رفضت بالإجماع في مايو 1997 ادعاء كلينتون بأن الدستور منحه حصانة من الدعاوى المدنية، وبعد ذلك مدة وجيزة بدأت عملية كشف النقاب عن المحاكمة التمهيدية.
أراد محامو جونز إثبات أن كلينتون كان قد قام ببعض الأفعال الجنسية تجاه نساء دعمن ادعاءاتها. في أواخر عام 1997، بدأت ليندا تريب تسجيل المحادثات سرًا مع صديقتها مونيكا لوينسكي، المتدربة السابقة والموظفة في وزارة الدفاع. كشفت لوينسكي في تلك التسجيلات أنها كانت على علاقة جنسية مع كلينتون. شاركت تريب هذه المعلومات مع محامي جونز الذين أضافوا لوينسكي إلى قائمة شهودهم في ديسمبر 1997. وفقًا لتقرير ستار، وهو تقرير للحكومة الفيدرالية كتبه المستشار المستقل المعين كين ستار عن تحقيقه مع الرئيس كلينتون، بدأ كلينتون في اتخاذ خطوات لإخفاء علاقتهما بعد ظهور لوينسكي في قائمة الشهود. شملت بعض الخطوات التي اتخذها إشارة إلى أن لوينسكي قدمت شهادة خطية خاطئة لتضليل التحقيق وتشجيعها على استخدام حسابها الوهمي وإخفاء الهدايا التي قدمها لها، ومحاولة مساعدتها في العثور على وظيفة مربحة في محاولة للتأثير على شهادتها.[بحاجة لمصدر]
في17 يناير 1998 ترسيم اليمين، أنكر كلينتون إقامة «علاقة جنسية» أو «خيانة جنسية» أو «علاقات جنسية» مع لوينسكي. صرح محاميه، روبرت س. بينيت، بحضور كلينتون أن شهادة لوينسكي أظهرت أنه لم يكن هناك علاقة جنسية بأي شكل أو طريقة أو نوع بين كلينتون ولوينسكي. يذكر تقرير ستار أن كلينتون في اليوم التالي «درّب» سكرتيرته بيتي كوري على تكرار إنكاره في حال استدعيت للإدلاء بشهادتها.
بعد أن وصلت شائعات الفضيحة إلى الأخبار، قال كلينتون على العلن: «لم أقم علاقات جنسية مع تلك المرأة، الآنسة لوينسكي». إلّا أن كلينتون اعترف بعد أشهر بأن علاقته مع لوينسكي كانت «خطأ» و«غير لائقة». مارست لوينسكي الجنس الفموي مع كلينتون عدة مرات.
في وقت لاحق حكم القاضي في قضية جونز أن قضية لوينسكي غير هامة، وأغلق القضية في أبريل 1998 على أساس أن جونز فشلت في إظهار أي أضرار. بعد أن استأنفت جونز القضية، وافق كلينتون في نوفمبر 1998 على تسوية القضية مقابل 850 ألف دولار فيما استمر بإنكار أي مخالفات.

## تحقيق المستشار المستقل
أتت التهم من تحقيق أجراه المستشار المستقل كين ستار. بموافقة النائب العام للولايات المتحدة جاينت رينو، أجرى كين ستار تحقيقًا واسع النطاق حول انتهاكات مزعومة، من بينها فضيحة وايت ووتر وقضية فصل وكلاء السفر للبيت الأبيض، وسوء استخدام مزعوم لملفات مكتب التحقيقات الفيدرالي. في 12 يناير 1998، أبلغت ليندا تريب، التي كانت تعمل مع محامي جونز، ستار أن لوينسكي كانت تتحضر لأن تشهد شهادة زور في قضية جونز وطلبت من تريب القيام بالأمر نفسه. وقالت أيضًا أن صديق كلينتون فيرنون جوردان كان يساعد لوينسكي. استنادًا إلى الصلات بجوردان، الذي كان تحت المراقبة في تحقيقات وايت ووتر، حصل ستار على موافقة رينو لتوسيع تحقيقه إلى إذا ما كانت لوينسكي وآخرين يخرقون القانون.
أظهر تعبير اقتُبس كثيرًا من شهادة كلينتون أمام هيئة المحلفين الكبرى أنه يشكك في الاستخدام الدقيق لكلمة «ليس». وزعم في تصريحه أن تعبير «ليس ثمة ما يجري بيننا» كان صحيحًا لأنه لم يكن على علاقة بلوينسكي في الوقت الذي استجوب فيه، قال كلينتون «يعتمد الأمر على معنى كلمة «ليس». إن كانت كلمة «ليس» تعني ليس ولم يكن ثمة قط، فذلك غير صحيح، تلك مسألة. وإن كانت تعني ليس ثمة، فذلك كان تصريحًا صحيحًا تمامًا». حصل ستار على المزيد من الأدلة على سلوك غير لائق من خلال الاستيلاء على محرك الأقراص الصلبة لكمبيوتر مونيكا لوينسكي وسجلات بريدها الإلكتروني. واستنادًا إلى شهادة الرئيس المتضاربة، خلص ستار إلى أن كلينتون شهد شهادة زور. قدم ستار النتائج التي توصل إليها إلى الكونغرس في وثيقة مطولة، تقرير ستار، والتي نشرت للجماهير عبر الإنترنت بعد بضعة أيام وتضمنت أوصافًا للقاءات بين كلينتون ولوينسكي. انتقد الديمقراطيون ستار لإنفاقه 70 مليون دولار على التحقيق. يؤكد منتقدو ستار أيضًا أن تحقيقه كان مسيسًا إلى درجة كبيرة لأنه سرب بانتظام معلومات للصحافة في انتهاك للأخلاقيات القانونية، ولأن تقريره تضمن أوصافًا طويلة مهينة ولا صلة لها بالقضية القانونية.

## العزل من قبل مجلس النواب
قرر مجلس النواب الذي يسيطر عليه الجمهوريون عبر تصويت من الحزبين بأغلبية 258-176 (انضم 31 ديمقراطيًا للجمهوريين) البدء بإجراءات العزل ضد كلينتون في 8 أكتوبر 1998. نظرًا إلى أن كين ستار كان قد أكمل بالفعل تحقيقًا موسعًا، لم تجر اللجنة القضائية لمجلس النواب أية تحقيقاتٍ خاصة بها في مخالفات كلينتون المزعومة ولم تعقد جلسات استماع خطيرة تتعلق بالعزل قبل انتخابات منتصف المدة لعام 1998. وكان العزل واحدًا من القضايا الرئيسية في تلك الانتخابات.

### السياق السياسي
في انتخابات مجلس النواب في نوفمبر 1998، حصل الديمقراطيون على خمسة مقاعد في المجلس، غير أن الجمهوريين ظلوا محتفظين بالسيطرة على الأغلبية. تعارضت النتائج مع توقعات رئيس مجلس النواب نيوت غينغريتش، التي كانت قد نالت تطمينات، قبل الانتخابات، من الاستطلاعات الخاصة بأن فضيحة كلينتون ستؤدي إلى مكاسب جمهورية تصل إلى ثلاثين مقعدًا في مجلس النواب. بعد فترة قصيرة على الانتخابات، أعلنت غينغريتش، التي كانت أحد المدافعين الرئيسيين عن العزل، أنها ستستقيل من الكونغرس بمجرد أن تتمكن من العثور على شخص لملء مقعدها الشاغر، أوفت غينغريتش بهذا التعهد واستقالت رسميًا من الكونغرس في 3 يناير 1999.